# Hayden Peak
Hayden Peak är en bergstopp i Antarktis. Den ligger i Västantarktis. Inget land gör anspråk på området. Toppen på Hayden Peak är 215 meter över havet.
Terrängen runt Hayden Peak är kuperad åt nordost, men åt sydväst är den platt.  Trakten är obefolkad. Det finns inga samhällen i närheten.